# Radioåret 2006

## Händelser

### Januari
- 31 januari - I Sundsvall i Sverige upphör närradiostationen Sköna hits.

### Februari
- Februari - I Sverige köpts radionätverket Fria Media av SBS Broadcasting Group, som bland annat äger Mix Megapol.

### Mars
- 3 mars - Reklamradiostationen Mix Megapol avbryter sändningarna i Skåne (Lund) och Göteborg. Mix Megapol slås där ihop med Radio City och blir Mix Megapol Radio City. På Mix Megapols gamla frekvenser startar The Voice.
- 9 mars – Jasenko Selimovic utses till ny chef för Radioteatern i SR P1.[1]

### April
- 17 april - I Sverige övergår Radio Match i Blekinge och Kalmar till Mix Megapol.
- 19 april - I Sverige övergår Radio Match i västra Småland och Jönköping till Mix Megapol.
- 3 april - I Sverige läggs reklamradiostationen Radio City Karlstad ner, och frekvensen övertas av Mix Megapol.
- 18 april - I Sverige ersätts reklamradiostationen International FM i Linköping av East FM.

### Maj
- 5 maj - Reklamradiostationen Radio Match i Borås i Sverige byter namn till Mix Megapol Borås och blir en lokal variant av Mix Megapol.

### September
- 29 september - I Sverige har närradiostationen V97 Radio Vallentuna sin premiärsändning.

## Radioprogram

### Sveriges Radio
- 1 december - Årets julkalender är Toivos kosmos.[2]

## Avlidna
- 12 januari – Lis Asklund, 92, svensk radiokurator och samhällsreporter.
- 15 februari – Pelle Bergendahl, 70, svensk journalist och programledare i radio och tv.
- 19 mars – Bill Beutel, 75, amerikansk radioman, nyhetsankare för ABC.
- 29 april – Bengt Haslum, 82, svensk radioprogramledare.[3]
- 15 september – CeGe Hammarlund, 85, svensk radioprogramledare.

### Fotnoter
1. ↑   När Var Hur 2007. DN
2. ↑  ”2006, Toivos kosmos”. Sveriges Radio. http://sverigesradio.se/barn/julkalendrar/2006.stm. Läst 31 augusti 2015.
3. ↑  ”Radioprofilen Bengt Haslum är död”. SVT.se. 4 maj 2006. http://www.svt.se/nyheter/regionalt/abc/radioprofilen-bengt-haslum-ar-dod. Läst 5 juni 2013.